# Aleksandr Aleksejev
Aleksandr Aleksandrovitj Aleksejev, ryska: Александр Александрович Алексеев, född 15 november 1999, är en rysk professionell ishockeyback som spelar för Pittsburgh Penguins i NHL.-
Han har tidigare spelat för Washington Capitals i NHL, Hershey Bears i AHL, Salavat Julajev Ufa i Kontinental Hockey League (KHL); Red Deer Rebels i Western Hockey League (WHL) samt SKA-Serebrjanye Lvy i Molodjozjnaja chokkejnaja liga (MHL).
Aleksejev draftades av Washington Capitals i första rundan i 2018 års draft som 113:e spelare totalt.

## Statistik
| 2015–2016  | SKA-Serebrjanye Lvy | MHL        | 20  | 1  | 1  | 2   | 8  | — | — | — | — | — |
| 2016–2017  | Red Deer Rebels     | WHL        | 41  | 4  | 17 | 21  | 24 | — | — | — | — | — |
| 2017–2018  | Red Deer Rebels     | WHL        | 45  | 7  | 30 | 37  | 29 | 3 | 2 | 3 | 5 | 2 |
| 2018–2019  | Red Deer Rebels     | WHL        | 49  | 10 | 33 | 43  | 34 | — | — | — | — | — |
| 2019–2020  | Hershey Bears       | AHL        | 58  | 3  | 18 | 21  | 16 | — | — | — | — | — |
| 2020–2021  | Salavat Julajev Ufa | KHL        | 55  | 8  | 8  | 16  | 10 | 9 | 0 | 1 | 1 | 4 |
| 2021–2022  | Washington Capitals | NHL        | 1   | 0  | 0  | 0   | 2  | — | — | — | — | — |
|            | Hershey Bears       | AHL        | 24  | 1  | 3  | 4   | 29 | — | — | — | — | — |
| NHL totalt | NHL totalt          | NHL totalt | 1   | 0  | 0  | 0   | 2  | — | — | — | — | — |
| AHL totalt | AHL totalt          | AHL totalt | 94  | 6  | 28 | 34  | 49 | — | — | — | — | — |
| WHL totalt | WHL totalt          | WHL totalt | 135 | 21 | 80 | 101 | 87 | 3 | 2 | 3 | 5 | 2 |

### Internationellt
| Källa: Uppdaterad: 2021-12-30 | Källa: Uppdaterad: 2021-12-30 | Källa: Uppdaterad: 2021-12-30 |         | Utv = Utvisningsminuter | Utv = Utvisningsminuter | Utv = Utvisningsminuter | Utv = Utvisningsminuter | Utv = Utvisningsminuter |
| År                            | Lag                           | Mästerskap                    | Matcher | Mål                     | Assists                 | Poäng                   | Utv                     |                         |
| ----------------------------- | ----------------------------- | ----------------------------- | ------- | ----------------------- | ----------------------- | ----------------------- | ----------------------- | ----------------------- |
| 2016                          | Ryssland                      | U18                           | 5       | 0                       | 2                       | 2                       | 4                       |                         |
| 2016                          | Ryssland                      | Ivan Hlinka                   | 5       | 0                       | 0                       | 0                       | 2                       |                         |
| 2019                          | Ryssland                      | JVM                           | 7       | 2                       | 4                       | 6                       | 10                      |                         |
| Junior totalt                 | Junior totalt                 | Junior totalt                 | 17      | 2                       | 6                       | 8                       | 16                      |                         |